# Maria Anna Czartoryska

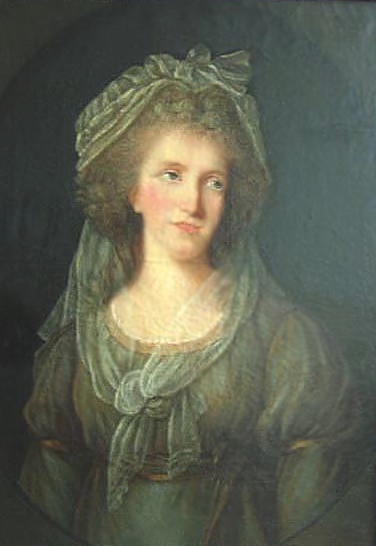
Maria Anna Czartoryska 1793, Gemälde von Élisabeth Vigée-Lebrun

Maria Anna Herzogin von Württemberg, geb. Prinzessin Czartoryska (* 15. März 1768 in Warschau; † 21. Oktober 1854 in Paris) war eine polnische Adlige und Schriftstellerin.

## Leben
Maria Anna entstammte dem polnisch-litauischen Magnatengeschlecht Czartoryski und war die Tochter des Fürsten Adam Kazimierz Czartoryski aus dessen Ehe mit Isabella geb. Gräfin von Flemming. Sie wurde 1784 mit dem Herzog Ludwig von Württemberg vermählt, einem Großneffen Friedrichs II. von Preußen, der eine Zeitlang auch als möglicher polnischer Thronanwärter galt.
Als preußischer General war Ludwig infolge der Polnisch-Preußischen Allianz gegen Russland 1790 in polnische Dienste getreten und als Generalleutnant Kommandeur der litauischen Truppen sowie Gouverneur von Warschau geworden. Als Preußen zu Beginn des Russisch-Polnischen Krieges 1792 jedoch die Allianz verließ und Ludwig, dessen Schwester Sophie Dorothee mit dem russischen Zarewitsch Paul verheiratet war, beim Einmarsch russischer Truppen in Polen durch Untätigkeit zur polnischen Niederlage beitrug, galt er den Polen als Verräter. Noch 1792 ließ Maria Anna sich von ihm scheiden. 1793 folgte die Zweite Teilung Polens. Aus dieser unglücklichen Ehe ging nur ein Sohn, Adam (1792–1847), hervor, der nach der Scheidung beim Vater verblieb und später Generalleutnant in russischen Diensten wurde.
Maria Anna Wirtemberska lebte dann auf ihrem Landsitz Wysock im habsburgischen Galizien. Sie stand ihrer Mutter Izabela Czartoryska – einer engagierten polnischen Patriotin – sehr nahe, die ihr im Park ihres Schlosses in Puławy ein Palais errichten ließ. Nach dem Novemberaufstand von 1830 und ihrer Flucht aus Puławy, das von den Russen konfisziert wurde, zog sich Izabela Czartoryska zu ihrer Tochter nach Wysock zurück, wo sie 1835 verstarb. Ihr Sohn, Maria Annas Bruder Adam Jerzy Czartoryski, emigrierte nach Paris, wo er 1842 das Hôtel Lambert erwarb und es zu einem Zentrum der polnischen Emigration im 19. Jahrhundert machte.
Frédéric Chopin widmete Maria Anna seine 1836/37 entstandenen Vier Mazurken op. 30.
Maria Anna Czartoryska (Maria Wirtemberska) hat sich als Verfasserin von Komödien, Essays, Gedichten und des außerordentlich erfolgreichen polnischen Romans Malwina oder Scharfblick des Herzens (Warschau 1816, Malwina, czyli Domyslnosci serca) einen Namen gemacht.

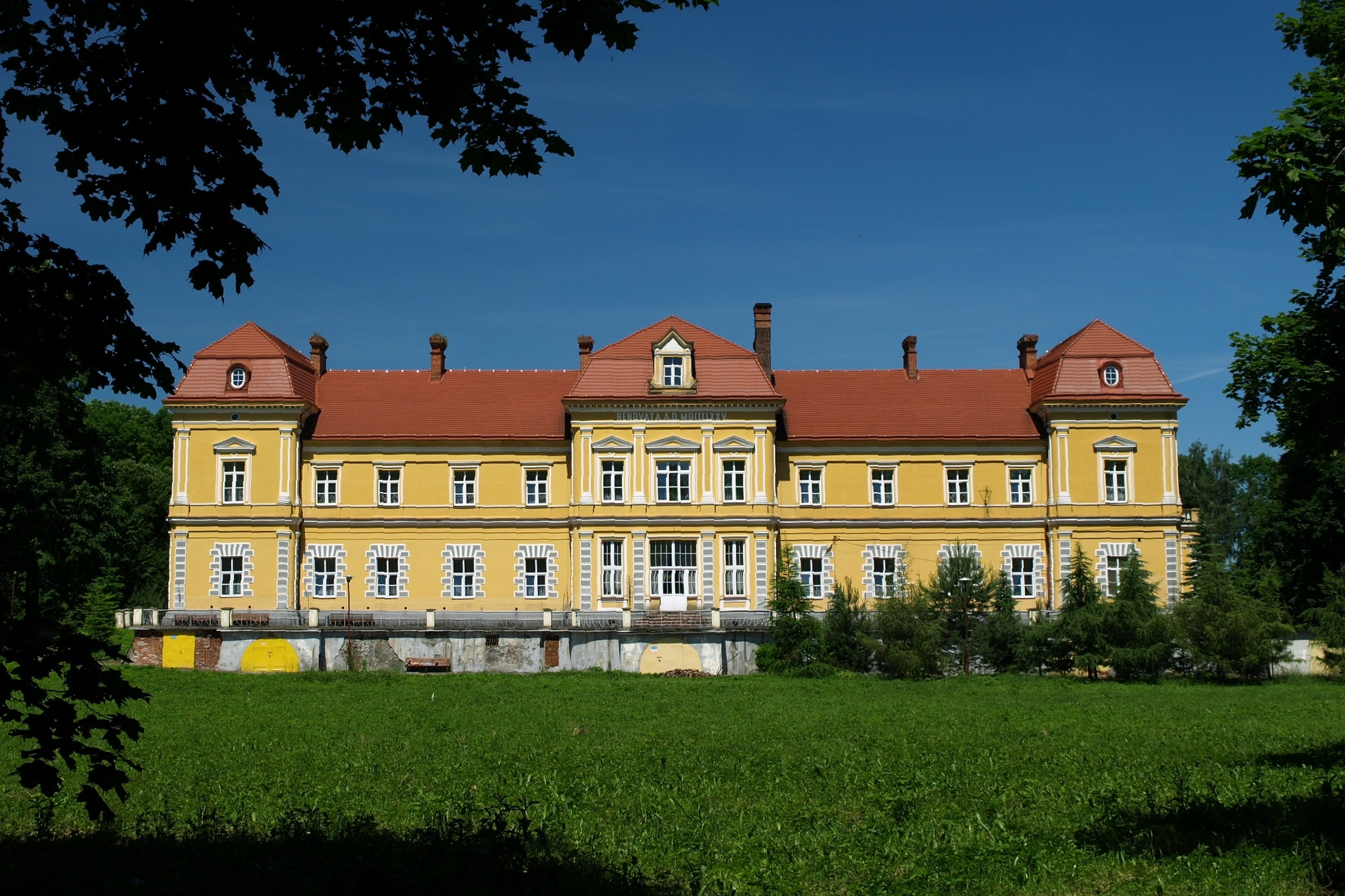
Schloss Wysock
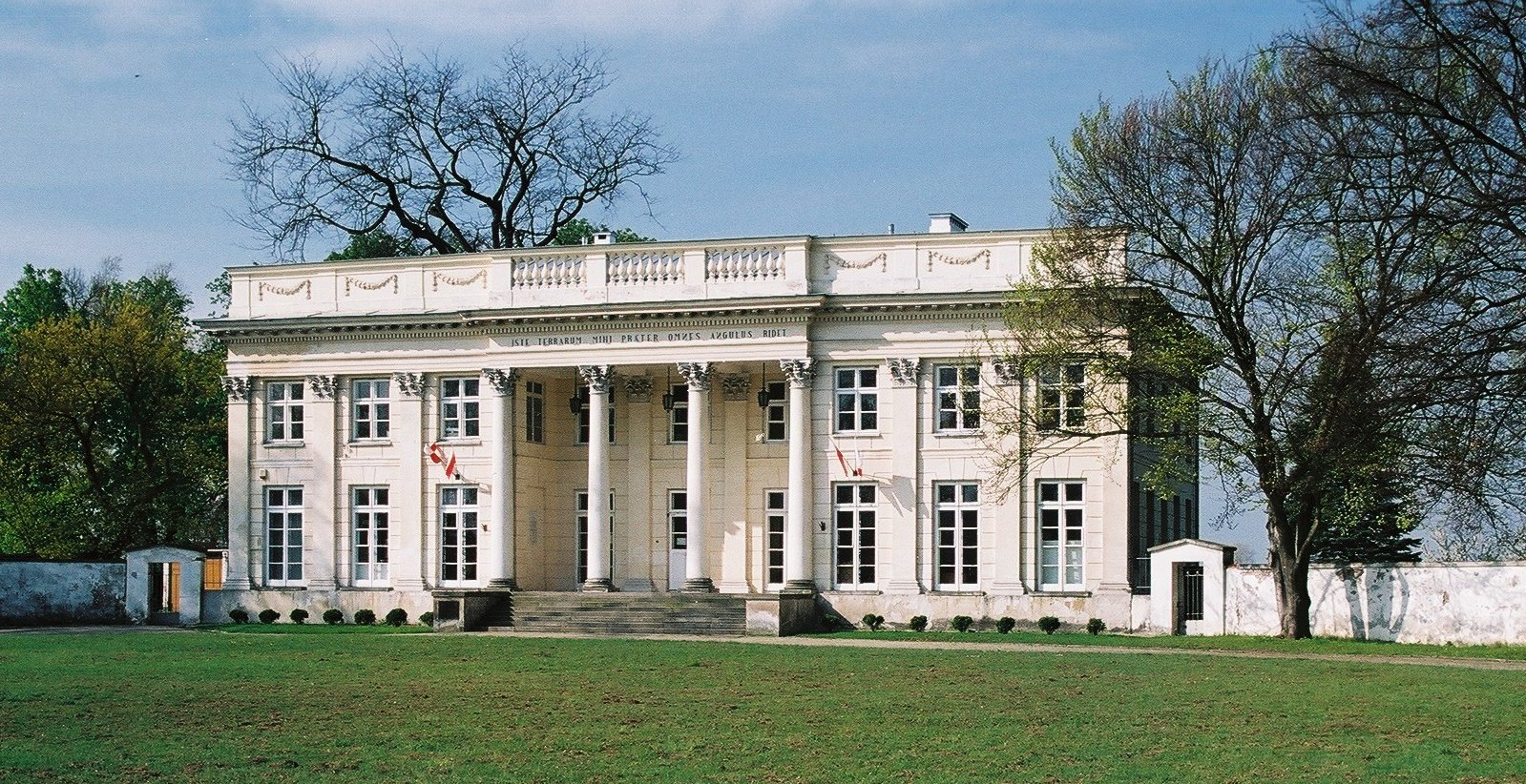
Schlösschen der Maria Anna im Park von Puławy